# Mixochlora alternata
Mixochlora alternata är en fjärilsart som beskrevs av W. Warren 1897. Mixochlora alternata ingår i släktet Mixochlora och familjen mätare. Inga underarter finns listade i Catalogue of Life.